# Elisabetta di Nassau
Elisabetta di Nassau (Middelburg, 26 aprile 1577 – Sedan, 3 settembre 1642) fu una principessa di Orange e duchessa consorte di Bouillon.

## Biografia
Era la figlia di Guglielmo I d'Orange, e della sua terza moglie, Carlotta di Borbone-Montpensier. La sua madrina era la regina Elisabetta I.

## Matrimonio
Dopo la morte di suo padre nel 1584 visse in ristrettezze economiche e la sua matrigna, Louise de Coligny, si occupò della sua educazione e quella delle sue sorelle. Nel 1594 seguì la matrigna in Francia per cercare tra gli ugonotti possibili mariti per le principesse. Dopo che Enrico IV si convertì al cattolicesimo, molti ugonotti cercarono alleanze protestanti all'estero. Tra questi Elisabetta conobbe Enrico de La Tour d'Auvergne, duca di Bouillon e principe di Sedan.
Le nozze vennero celebrate il 15 aprile 1595 a L'Aia. Ebbe otto figli:
- Luisa (agosto 1596-novembre 1607);
- Maria (1601-24 maggio 1665), sposò Henri de La Trémoille;
- un figlio (nato e morto nel 1603);
- Juliane Catherine (8 ottobre 1604-6 ottobre 1637), sposò François de La Rochefoucauld;
- Federico Maurizio, duca di Bouillon (22 ottobre 1605-9 agosto 1652), sposò Eleonora Caterina di Bergh;
- Élisabeth Charlotte (1606-1 dicembre 1685), sposò Guy de Durfort, marchese de Duras e de Lorges ;
- Henriette Catherine (1609-1677), sposò Amaury Goyon, marchese de La Moussaye e conte Quintin;
- Enrico, visconte di Turenne (meglio conosciuto come il Turenne) (11 settembre 1611-27 luglio 1675), sposò Carlotta de Caumont;
- Carlotta (1613-1662).

Nonostante la notevole differenza nell'età della coppia, il matrimonio fu felice. Dopo il matrimonio, si trasferì a Sedan. Enrico cercò di mantenere protestante il proprio ducato ma incontrò l'ostilità degli altri nobili suoi vicini, di religione cattolica.
Durante le assenze del marito Luisa governò il ducato come reggente. Questo divenne un punto di incontro per i rifugiati ugonotti e un importante centro protestante e culturale sotto Elisabetta nella Francia sempre più cattolica.
Quando rimase vedova nel 1623 assunse la reggenza di suo figlio Federico Maurizio de La Tour d'Auvergne-Bouillon.

## Morte
Morì il 3 settembre 1642, prima dell'annessione del Principato di Sedan alla Francia.

## Antenati
|                                     |                              |                                      | Genitori                             |  |  | Nonni |  |  | Bisnonni                           |  |  | Trisnonni                            |  |
|                                     |                              |                                      |                                      |  |  |       |  |  | 8. Giovanni V di Nassau-Dillenburg |  |  | 16. Giovanni IV di Nassau-Dillenburg |  |
|                                     |                              |                                      |                                      |  |  |       |  |  | 8. Giovanni V di Nassau-Dillenburg |  |  | 16. Giovanni IV di Nassau-Dillenburg |  |
|                                     |                              | 17. Maria di Loon-Heinsberg          |                                      |  |  |       |  |  | 8. Giovanni V di Nassau-Dillenburg |  |  |                                      |  |
| 4. Guglielmo I di Nassau-Dillenburg |                              |                                      |                                      |  |  |       |  |  | 8. Giovanni V di Nassau-Dillenburg |  |  |                                      |  |
|                                     |                              | 9. Elisabetta d'Assia-Marburg        | 18. Enrico III d'Assia-Marburg       |  |  |       |  |  |                                    |  |  |                                      |  |
|                                     |                              | 9. Elisabetta d'Assia-Marburg        | 18. Enrico III d'Assia-Marburg       |  |  |       |  |  |                                    |  |  |                                      |  |
|                                     |                              | 9. Elisabetta d'Assia-Marburg        | 19. Anna di Ketznelnbogen            |  |  |       |  |  |                                    |  |  |                                      |  |
| 2. Guglielmo I d'Orange             |                              | 9. Elisabetta d'Assia-Marburg        |                                      |  |  |       |  |  |                                    |  |  |                                      |  |
|                                     |                              | 10. Bodo VIII di Solberg-Wernigerode | 20. Enrico IX di Stolberg            |  |  |       |  |  |                                    |  |  |                                      |  |
|                                     |                              | 10. Bodo VIII di Solberg-Wernigerode | 20. Enrico IX di Stolberg            |  |  |       |  |  |                                    |  |  |                                      |  |
|                                     |                              | 10. Bodo VIII di Solberg-Wernigerode | 21. Margherita di Mansfeld           |  |  |       |  |  |                                    |  |  |                                      |  |
| 5. Giuliana di Stolberg             |                              | 10. Bodo VIII di Solberg-Wernigerode |                                      |  |  |       |  |  |                                    |  |  |                                      |  |
|                                     |                              | 11. Anna di Eppstein-Königstein      | 22. Filippo I di Eppstein-Königstein |  |  |       |  |  |                                    |  |  |                                      |  |
|                                     |                              | 11. Anna di Eppstein-Königstein      | 22. Filippo I di Eppstein-Königstein |  |  |       |  |  |                                    |  |  |                                      |  |
|                                     |                              | 11. Anna di Eppstein-Königstein      | 23. Luisa de La Marc                 |  |  |       |  |  |                                    |  |  |                                      |  |
| 1. Elisabetta di Nassau             |                              | 11. Anna di Eppstein-Königstein      |                                      |  |  |       |  |  |                                    |  |  |                                      |  |
|                                     | 12. Luigi di Borbone-Vendôme | 24. Giovanni VIII di Borbone-Vendôme |                                      |  |  |       |  |  |                                    |  |  |                                      |  |
|                                     | 12. Luigi di Borbone-Vendôme | 24. Giovanni VIII di Borbone-Vendôme |                                      |  |  |       |  |  |                                    |  |  |                                      |  |
|                                     | 12. Luigi di Borbone-Vendôme | 25. Isabella di Beauvau              |                                      |  |  |       |  |  |                                    |  |  |                                      |  |
| 6. Luigi III di Montpensier         | 12. Luigi di Borbone-Vendôme |                                      |                                      |  |  |       |  |  |                                    |  |  |                                      |  |
|                                     |                              | 13. Luisa di Borbone-Montpensier     | 26. Gilberto di Borbone-Montpensier  |  |  |       |  |  |                                    |  |  |                                      |  |
|                                     |                              | 13. Luisa di Borbone-Montpensier     | 26. Gilberto di Borbone-Montpensier  |  |  |       |  |  |                                    |  |  |                                      |  |
|                                     |                              | 13. Luisa di Borbone-Montpensier     | 27. Chiara Gonzaga                   |  |  |       |  |  |                                    |  |  |                                      |  |
| 3. Carlotta di Borbone-Montpensier  |                              | 13. Luisa di Borbone-Montpensier     |                                      |  |  |       |  |  |                                    |  |  |                                      |  |
|                                     |                              | 14. Giovanni IV di Longwy            | 28. Filippo di Longvy                |  |  |       |  |  |                                    |  |  |                                      |  |
|                                     |                              | 14. Giovanni IV di Longwy            | 28. Filippo di Longvy                |  |  |       |  |  |                                    |  |  |                                      |  |
|                                     |                              | 14. Giovanni IV di Longwy            | 29. Giovanna di Bauffremont          |  |  |       |  |  |                                    |  |  |                                      |  |
| 7. Giacomina di Longwy              |                              | 14. Giovanni IV di Longwy            |                                      |  |  |       |  |  |                                    |  |  |                                      |  |
|                                     |                              | 15. Giovanna d'Angoulême             | 30. Carlo di Valois-Angoulême        |  |  |       |  |  |                                    |  |  |                                      |  |
|                                     |                              | 15. Giovanna d'Angoulême             | 30. Carlo di Valois-Angoulême        |  |  |       |  |  |                                    |  |  |                                      |  |
|                                     |                              | 15. Giovanna d'Angoulême             | 31. Antonietta di Polignac           |  |  |       |  |  |                                    |  |  |                                      |  |
|                                     |                              | 15. Giovanna d'Angoulême             |                                      |  |  |       |  |  |                                    |  |  |                                      |  |